# 伊万诺-弗兰科夫斯克市政厅
伊万诺-弗兰科夫斯克市政厅（烏克蘭語：Івано-Франківська ратуша）是烏克蘭伊万诺-弗兰科夫斯克的一座舊市政廳建築，現為伊万諾-弗蘭科夫斯克地區博物館。

## 建築
市政厅位於伊万诺-弗兰科夫斯克市中心的市集廣場。最早的建築於17世紀城市建立時建造，其後建築經歷了數次改建。1871年完工的第三代市政廳是一座巨大的兩層建築，帶有一座高塔，當時伊万诺-弗兰科夫斯克為波蘭領土，名為斯坦尼斯瓦沃夫。第一次世界大戰期間，在斯坦尼斯拉沃附近發生了幾次軍事交戰，市政廳建築物本身沒有倒塌，然而建築物受損嚴重，由於戰後波蘭經歷了一些困難的財政時期，政府花了一些時間才決定修復舊市政廳。
目前的設計是在1920年代由波蘭裔烏克蘭建築師斯坦尼斯瓦夫·特雷拉設計，是烏克蘭境內唯一一座以裝飾藝術風格建造的市政廳。
最初的計劃是在1932年完工，但由於缺乏資金，建設一直持續到1935年，而裝飾工作一直持續到第二次世界大戰。市政廳的完整高度為49.5米（162 英尺），這一高度在建造時使其成為該市最高的建築，建築從高空俯瞰近似一個十字架（或軍事勇氣勳章）；在十字架的交叉點上聳立著一座塔，頂部有一個圓頂。在四樓的每個角落都放置了代表波蘭國家象徵的青銅鷹。事實上，新建築完工後並沒有被當市政廳使用，而是作為城市的象征代表。建築的空間曾租給了許多商店，在黃金九月（蘇聯對1939年入侵波蘭的稱呼）之後，這些商店都關門了。
市政廳在在第二次世界大戰中倖存下來，納粹佔領期間，德軍曾試圖摧毀這座建築。然而，他們無法將其炸毀，因為建築是用鋼筋混凝土建造的。然而，德國人設法炸毀了它的西北翼，他們沒有時間摧毀建築物的其餘部分。蘇聯解放後，這座建築被用作倉庫，在1957年建築進行了修復，但象徵波蘭的銅鷹被移除了。1959年4月26日，該建築作為地區博物館重新開放至今。

## 圖片集
- 1871年完工的第三代市政廳，於第一次世界大戰期間損毀
- 1938年
- 市政廳與市集廣場
- 正面

## 外部連結
- 伊万諾-弗蘭科夫斯克地區博物館 （页面存档备份，存于） （乌克兰語）